# Markgrafschaft Saluzzo

Wappen der Markgrafen von Saluzzo

Die Markgrafschaft Saluzzo mit dem Hauptort Saluzzo lag im Piemont. Saluzzo entstand 1142 im Einvernehmen zwischen Frankreich und Savoyen und wurde 1175 durch Kaiser Friedrich I. zur Markgrafschaft in Reichsitalien erhoben. Die reichsunmittelbar regierenden Markgrafen entstammten der Dynastie Del Vasto, einer Linie der Aleramiden, von der auch die Markgrafen von Montferrat abstammten, deren Gebiet etwas weiter östlich lag. Nach dem Aussterben der gräflichen Familie fiel das Gebiet 1548 an Frankreich, das es am 17. Januar 1601 Savoyen im Tausch gegen Bresse, damals der westlichste Teil Savoyens, überließ.

## Territorium und Geschichte

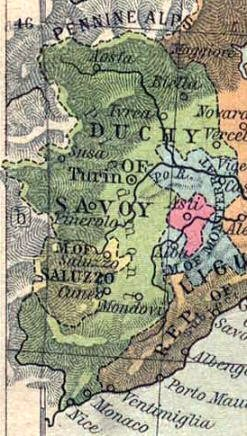
Die Markgrafschaft Saluzzo als Enklave im Herzogtum Savoyen, im Westen an die Grafschaft Provence grenzend

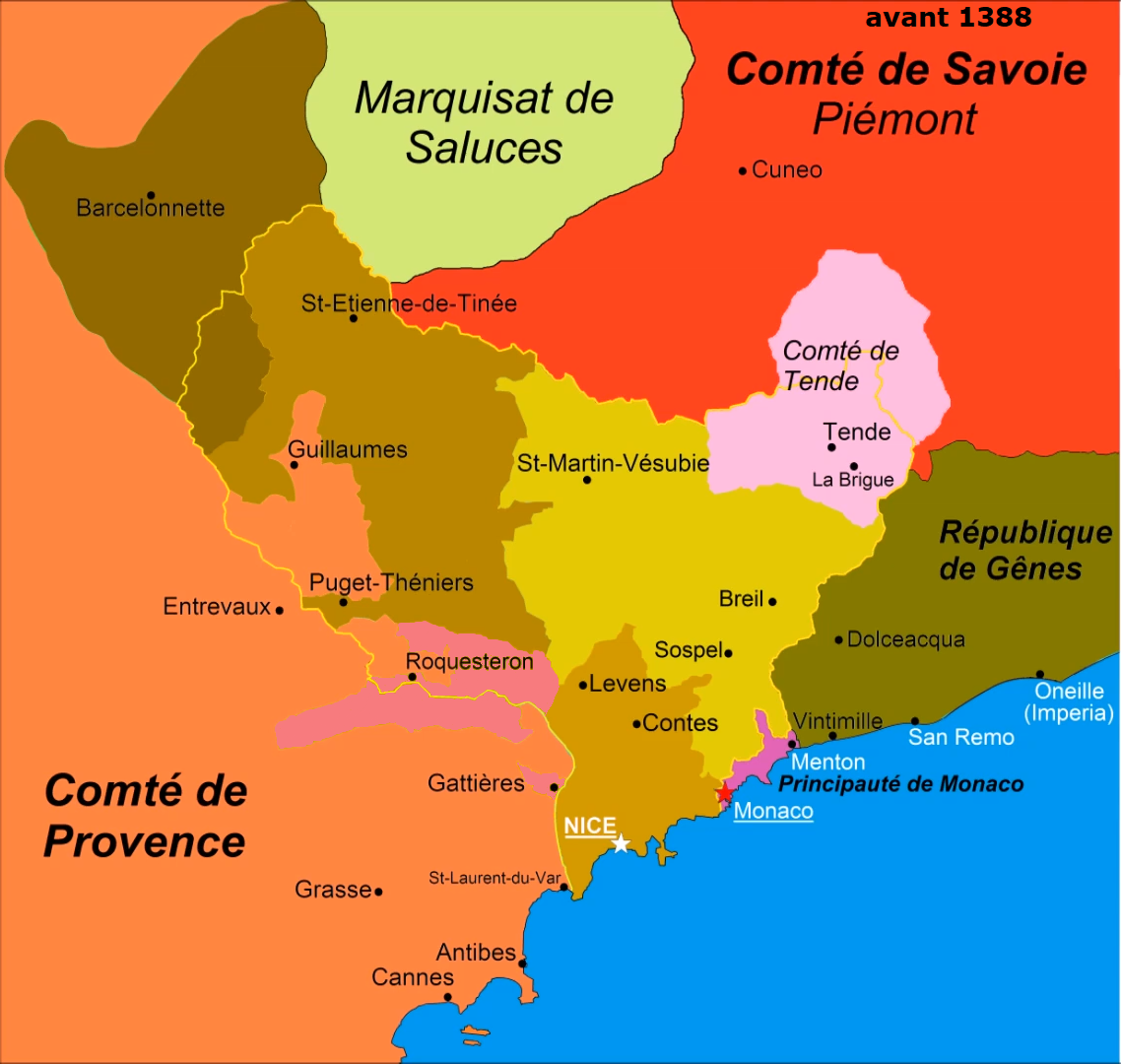
Die Markgrafschaft (grün)

Die Markgrafschaft lag auf Teilen der heutigen piemontesischen Provinzen Cuneo und Turin. Im Laufe der Geschichte gehörten auch Teile des heutigen Frankreich zum Hoheitsgebiet, das Kernland lag jedoch zwischen den Flüssen Stura und Po und den Alpen. Hauptorte waren Saluzzo, Carmagnola, Manta (mit der Burg Manta), Castellar und Racconigi.
Die Burgen von Revello, Verzuolo, Costigliole und Busca bildeten eine Verteidigungslinie entlang des Fußes der Alpen.
Der Wohlstand und die strategische Lage der Markgrafschaft machten sie zum Objekt der Begierde für die Nachbarstaaten, das Herzogtum Savoyen und das französische Königreich. Den Markgrafen gelang die Wahrung der Balance oft nicht. Auch leisteten sie sich bewaffnete Auseinandersetzungen innerhalb der eigenen Familie. Trotz Belagerungen durch die Savoyer – in deren Herzogtum sie eine Art Enklave bildeten – in den Jahren 1363, 1415 und 1487 bewahrten sie jedoch ihre Unabhängigkeit. Eine weitere Machtbalance mussten sie gegenüber der Stadt Saluzzo wahren: Ein Pakt von 1299 sah vor, dass der Rat der Gemeinde drei Männer auswählte, von denen der Markgraf dann einen als Podestà (Bürgermeister) aussuchte.
Trotz dieser inneren und äußeren Wechselfälle erlebte Saluzzo im 15. Jahrhundert unter den Markgrafen Ludwig I. und Ludwig II. eine Blütezeit. Letzterer lehnte sich an Frankreich an und wurde 1487 zum Gouverneur der Provence ernannt. Er baute mit dem Buco di Viso den ältesten Verkehrstunnel der Alpen und bereicherte seine Städte mit bedeutenden Bauten. An der Seite Frankreichs beteiligte er sich in den Italienischen Kriegen an Feldzügen gegen Savoyen, Mailand und Spanien, doch bewirkten die Ausgaben für diese Kriege schließlich den wirtschaftlichen Niedergang der Markgrafschaft. Sein Sohn kämpfte für die französischen Könige Ludwig XII. und Franz I. und fiel 1528. Dessen Söhne rivalisierten untereinander und paktierten mit verschiedenen Kriegsparteien. Als Letzter wurde der Jüngste, Gian Gabriele (1501–1548), 1537 aus einem Kloster geholt, konnte sich jedoch nicht an der Macht halten und wurde von seinen eigenen Untertanen abgesetzt, die für den Anschluss an Frankreich votierten, den Heinrich II. 1549 vollzog.

## Markgrafen von Saluzzo
- Otto, Markgraf, † 1084
- Bonifatius, Markgraf von Savona 1084–1130, dessen Sohn
- Manfred I., Markgraf 1130–1175, Markgraf von Saluzzo ab 1142, dessen Sohn
- Manfred II., Markgraf 1175–1215, dessen Sohn
- Bonifatius, † 1212, dessen Sohn
- Manfred III., Markgraf 1215–1244, dessen Sohn
- Thomas I., Markgraf 1244–1296, dessen Sohn
- Manfred IV., Markgraf 1296–1340, dessen Sohn
- Friedrich I., † 1336, dessen Sohn
- Thomas II., Markgraf 1340–1357, dessen Sohn
- Friedrich II., Markgraf 1357–1391, dessen Sohn
- Thomas III., Markgraf 1391–1416, dessen Sohn
- Ludwig I., Markgraf 1416–1475, dessen Sohn
- Ludwig II., Markgraf 1475–1504, dessen Sohn, ⚭ 1492 Margarethe von Foix, † 1536, Vormund 1504–1513
- Michael Anton, † 18. September 1528, Markgraf 1504–1528, deren Sohn
- Johann Ludwig, † 1563, Markgraf 1528–1529, dessen Bruder, vertrieben, 1531 abgesetzt
- Franz, Markgraf, † 28. März 1537, Markgraf 1529–1537, dessen Bruder
- Gabriel, Markgraf, † 29. Juli 1548, 1537–1543, dessen Bruder, vertrieben und gefangen

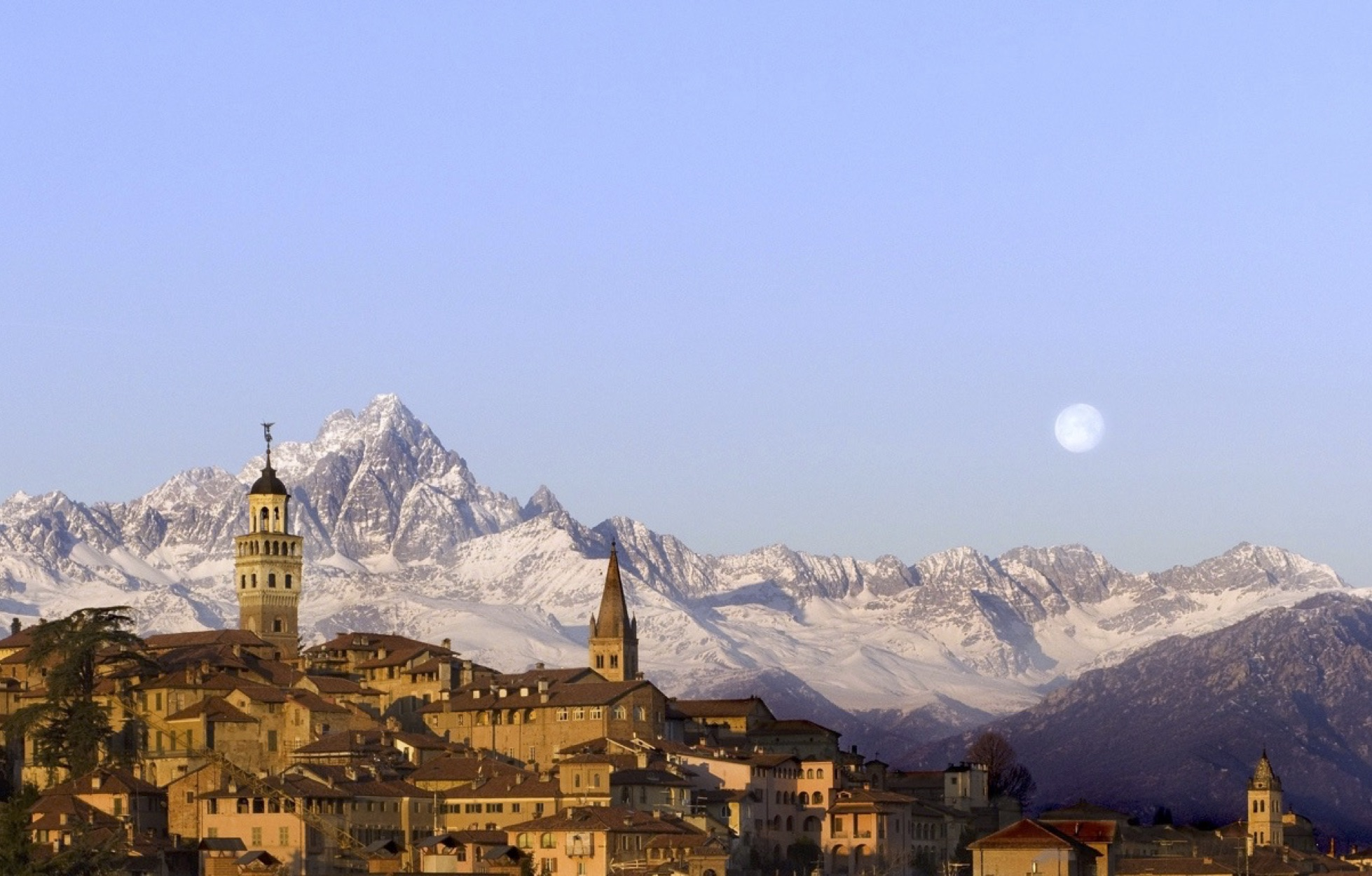
Saluzzo
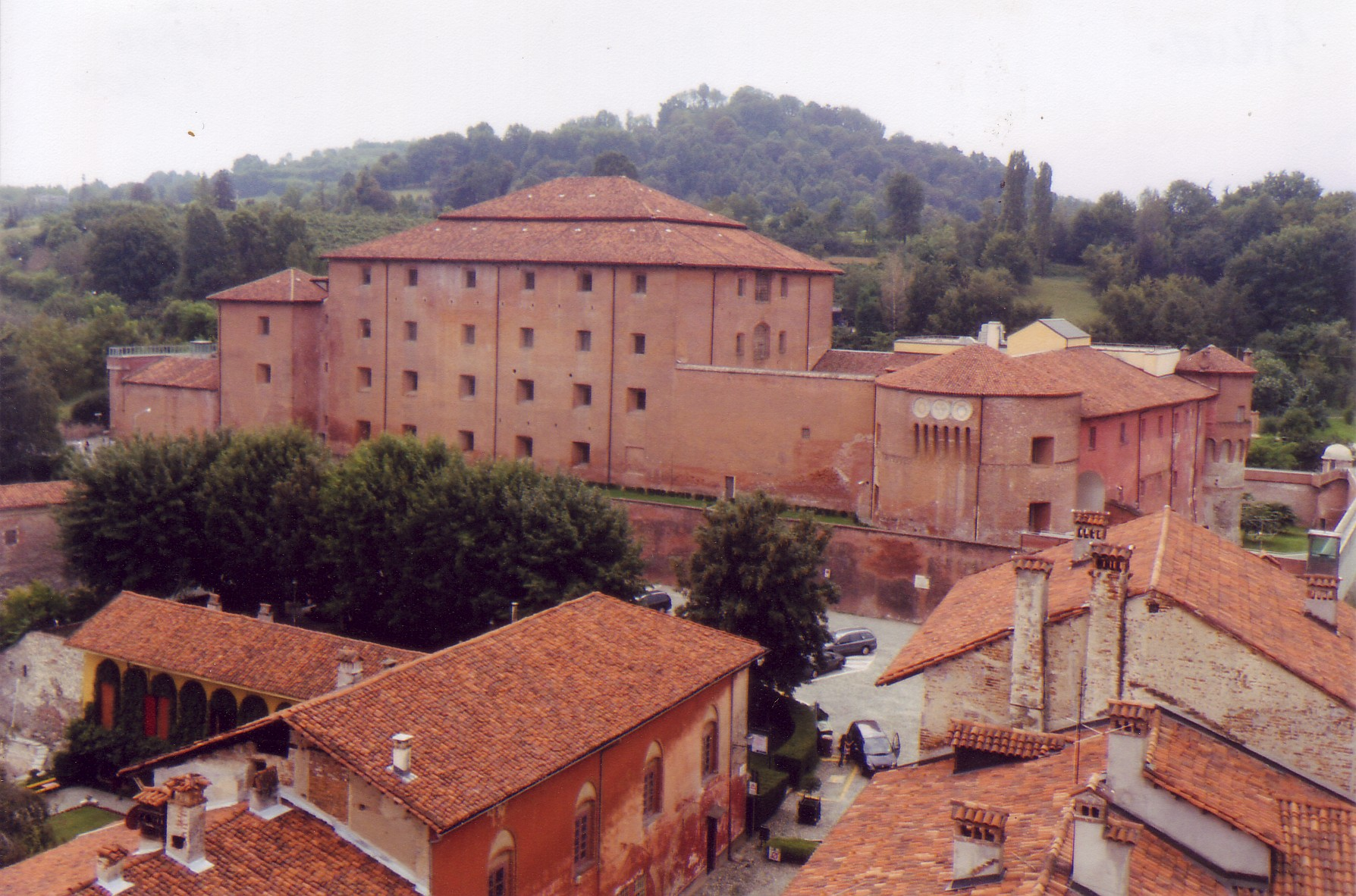
La Castiglia in Saluzzo, Festung der Markgrafen
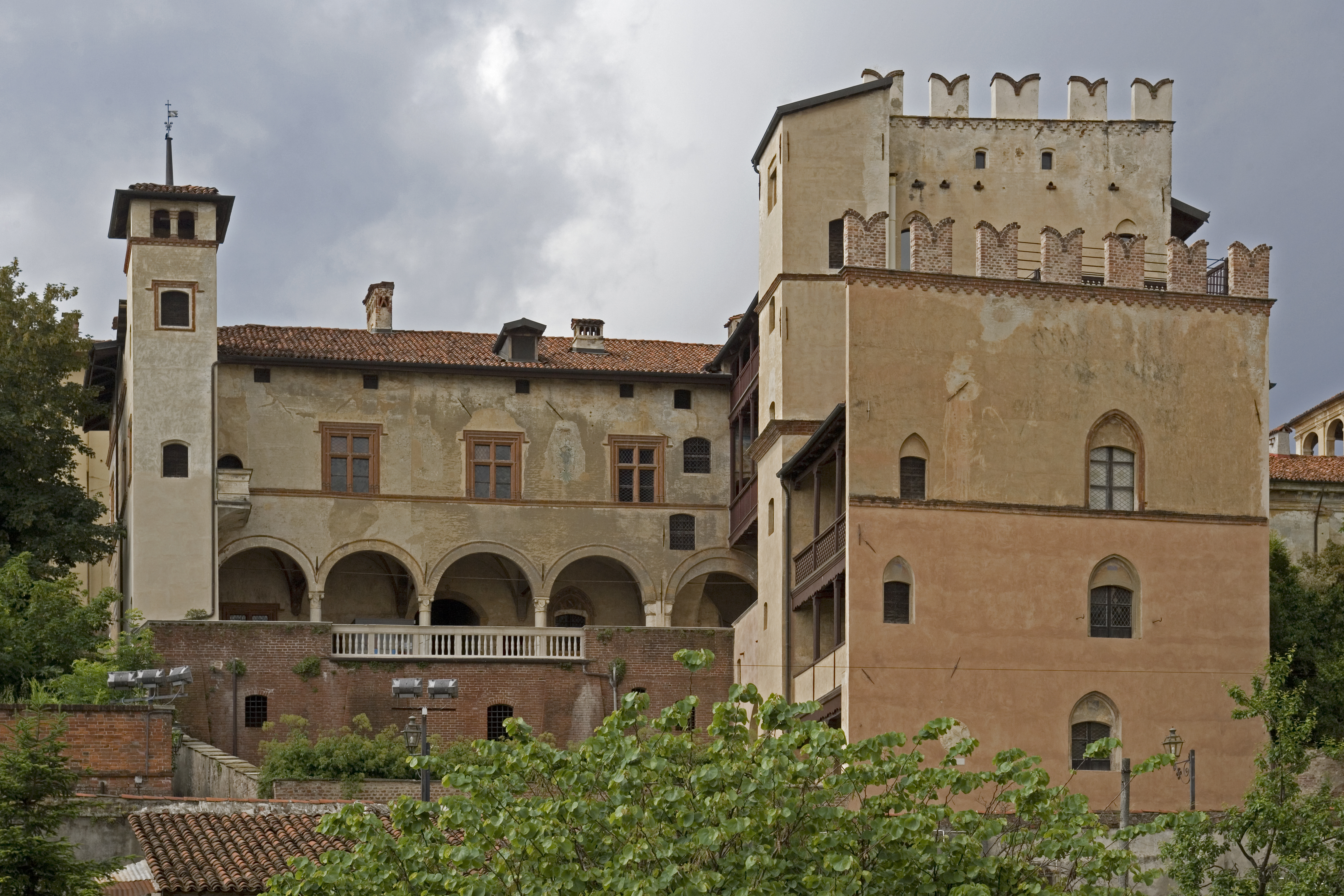
Casa Cavassa in Saluzzo, Stadtpalast
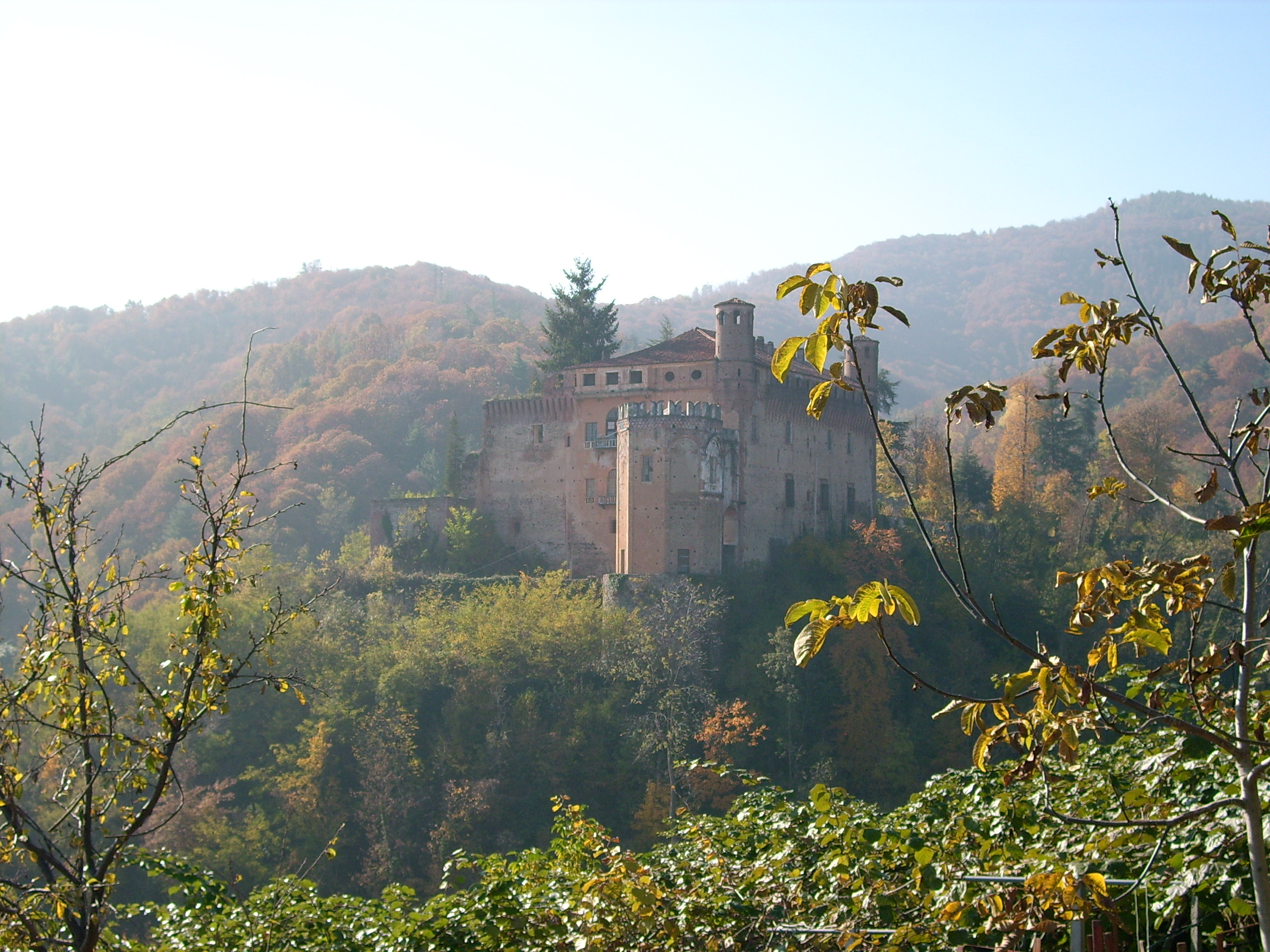
Burg Verzuolo
Burg Manta
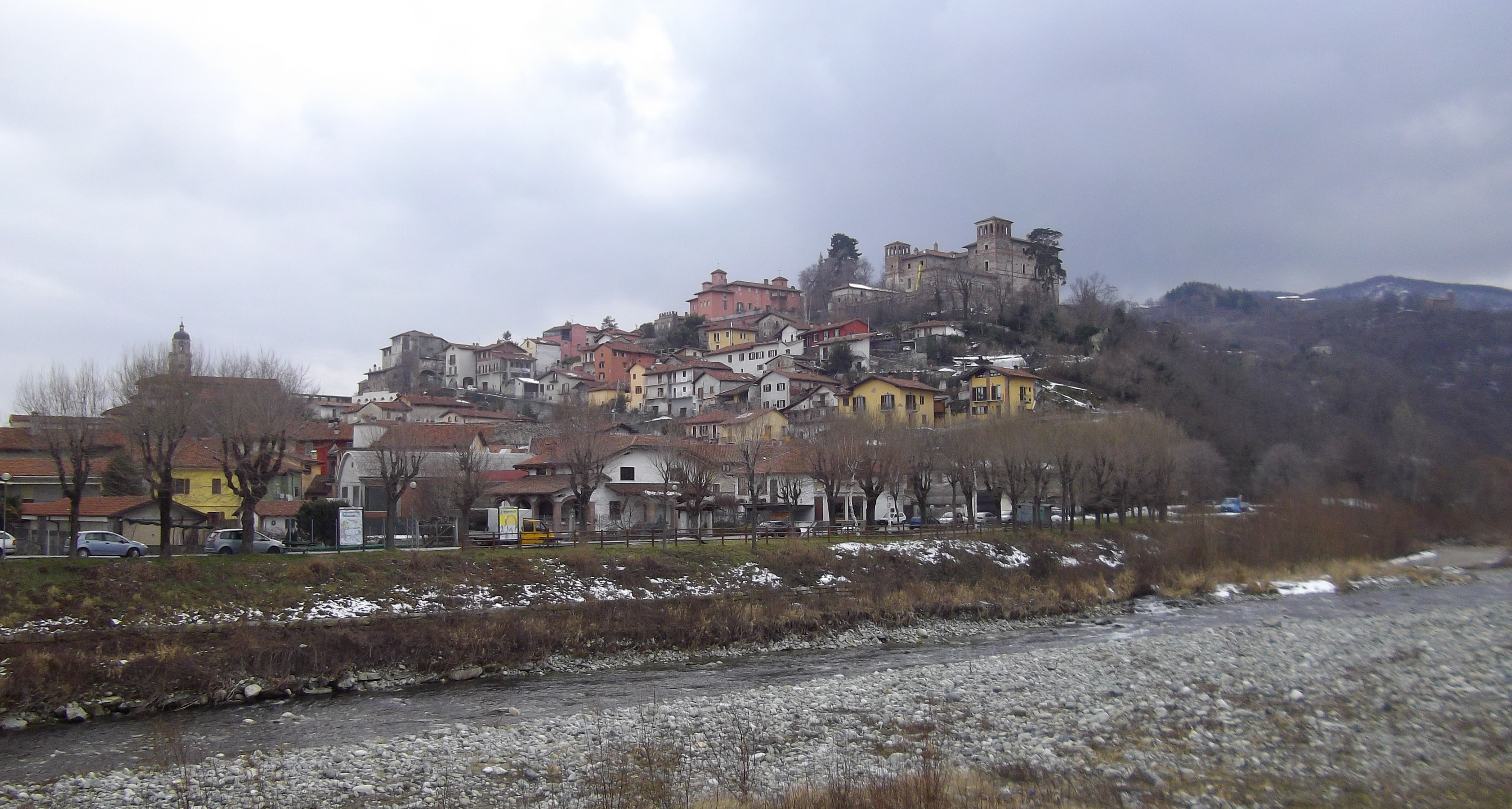
Costigliole Saluzzo
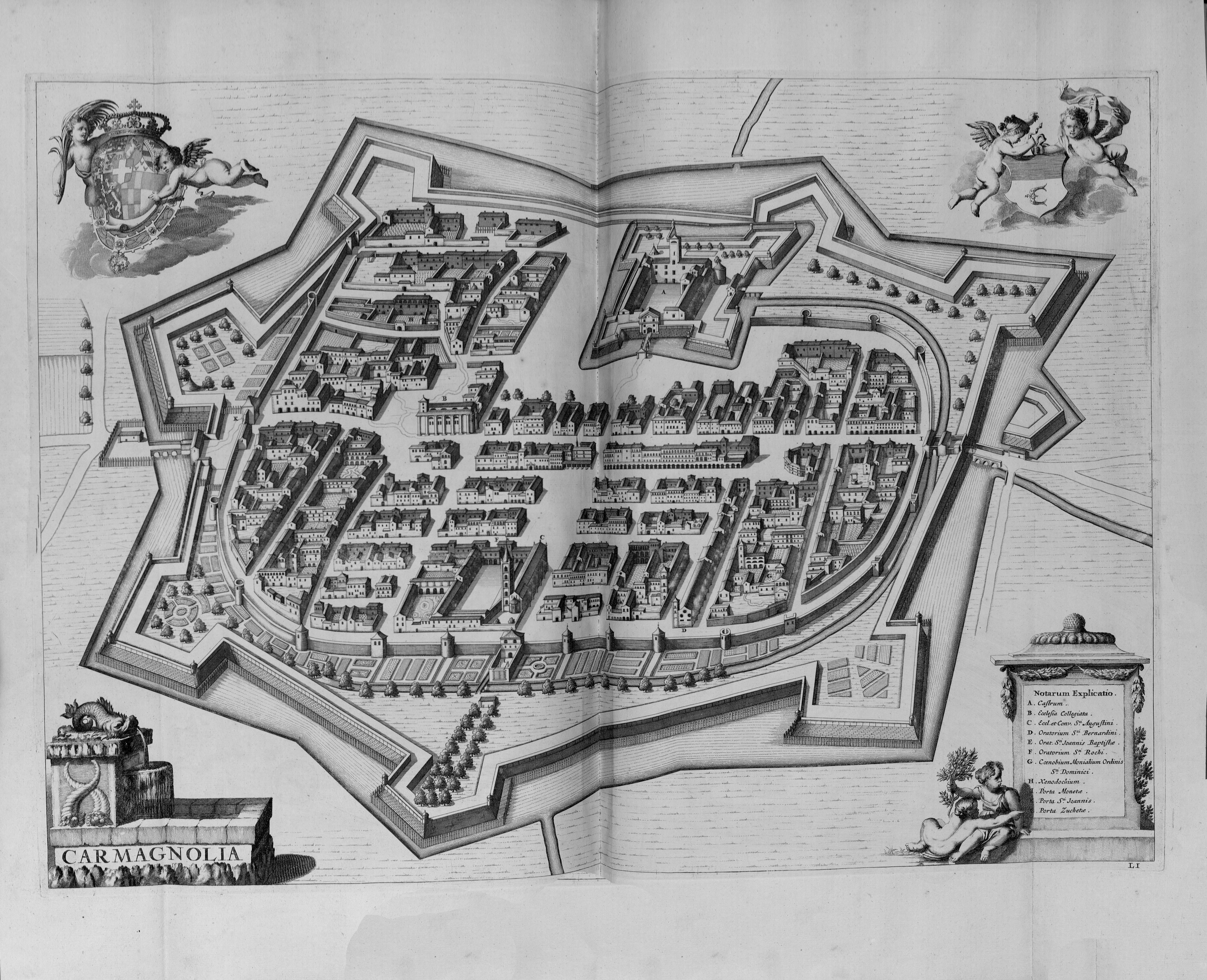
Carmagnola
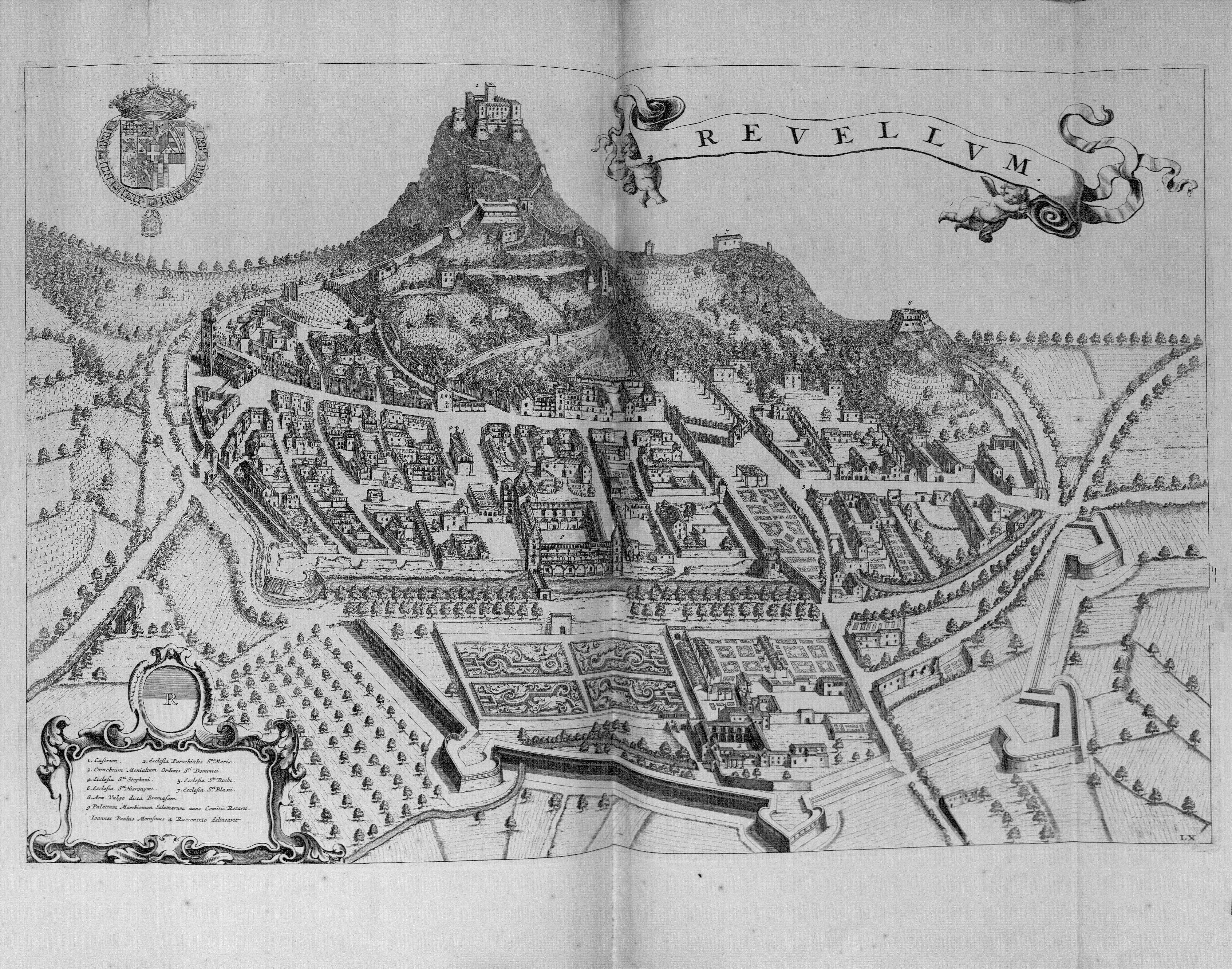
Revello
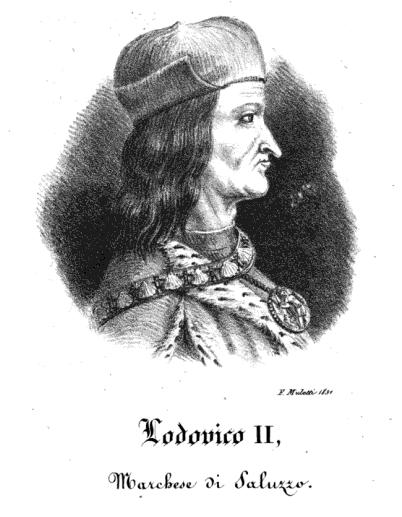
Ludwig II., Markgraf 1475–1504